# Твін-Гровс (Арканзас)
Твін-Гровс (англ. Twin Groves) — місто (англ. town) в США, в окрузі Фолкнер штату Арканзас. Населення — 317 осіб (2020).

## Географія
Твін-Гровс розташований на висоті 113 метрів над рівнем моря за координатами 35°19′45″ пн. ш. 92°24′20″ зх. д. / 35.32917° пн. ш. 92.40556° зх. д. (35.329185, -92.405561).  За даними Бюро перепису населення США в 2010 році місто мало площу 11,75 км², уся площа — суходіл.

## Демографія
Згідно з переписом 2010 року, у місті мешкало 335 осіб у 128 домогосподарствах у складі 81 родини. Густота населення становила 29 осіб/км².  Було 147 помешкань (13/км²). 
Расовий склад населення:
| - 55,2 % — чорних або афроамериканців - 41,8 % — білих - 1,5 % — корінних американців |

До двох чи більше рас належало 1,5 %. Іспаномовні складали 0,6 % від усіх жителів.
За віковим діапазоном населення розподілялося таким чином: 22,7 % — особи молодші 18 років, 62,7 % — особи у віці 18—64 років, 14,6 % — особи у віці 65 років та старші. Медіана віку мешканця становила 42,2 року. На 100 осіб жіночої статі у місті припадало 100,6 чоловіків;  на 100 жінок у віці від 18 років та старших — 100,8 чоловіків також старших 18 років.
Середній дохід на одне домашнє господарство  становив 41 009 доларів США (медіана — 31 063), а середній дохід на одну сім'ю — 45 431 долар (медіана — 37 083). За межею бідності перебувало 17,5 % осіб, у тому числі 31,9 % дітей у віці до 18 років та 13,1 % осіб у віці 65 років та старших.
Цивільне працевлаштоване населення становило 154 особи. Основні галузі зайнятості: освіта, охорона здоров'я та соціальна допомога — 32,5 %, виробництво — 22,1 %, оптова торгівля — 12,3 %, будівництво — 9,1 %.
За даними перепису населення 2000 року в Твін-Гровсі проживало 276 осіб, 74 родини, налічувалося 103 домашніх господарств і 113 житлових будинків. Середня густота населення становила близько 22,6 осіб на один квадратний кілометр. Расовий склад Твін-Гровса за даними перепису розподілився таким чином: 26,81 % білих, 72,10 % — чорних або афроамериканців, 1,09 % — представників змішаних рас.
Іспаномовні склали 0,36 % від усіх жителів містечка.
З 103 домашніх господарств в 27,2 % — виховували дітей віком до 18 років, 58,3 % представляли собою подружні пари, які спільно проживали, в 9,7 % сімей жінки проживали без чоловіків, 27,2 % не мали сімей. 25,2 % від загального числа сімей на момент перепису жили самостійно, при цьому 7,8 % склали самотні літні люди у віці 65 років та старше. Середній розмір домашнього господарства склав 2,68 особи, а середній розмір родини — 3,21 особи.
Населення містечка за віковим діапазоном за даними перепису 2000 року розподілилося таким чином: 22,5 % — жителі молодше 18 років, 8,0 % — між 18 і 24 роками, 24,6 % — від 25 до 44 років, 27,5 % — від 45 до 64 років і 17,4 % — у віці 65 років та старше. Середній вік мешканця склав 41 рік. На кожні 100 жінок в Твін-Гровсі припадало 107,5 чоловіків, у віці від 18 років та старше — 103,8 чоловіків також старше 18 років.
Середній дохід на одне домашнє господарство в містечкі склав 34 375 доларів США, а середній дохід на одну сім'ю — 37 222 долара. При цьому чоловіки мали середній дохід в 28 929 доларів США на рік проти 16 250 доларів середньорічного доходу у жінок. Дохід на душу населення в містечкі склав 16 811 долар на рік. Всі родини Твін-Гровса мали дохід, що перевищує рівень бідності, 3,3 % від усієї чисельності населення перебувало на момент перепису населення за межею бідності, при цьому 8,5 % з них перебували віці 64 років та старше.